# Astateto de hidrogênio
Astateto de hidrogênio (português brasileiro) ou Astateto de hidrogénio (português europeu), também conhecido como  hidreto de ástato, astatano, ou ácido astatídrico, é um composto químico com a fórmula química  HAt, consistindo de um átomo de ástato covalentemente ligado a um átomo de hidrogênio.

## Propriedades
Esse composto químico exibe propriedades similares aos outros quatro haletos de hidrogênio, e é de fato o ácido mais forte entre eles; porém, seu uso prático é limitado porque prontamente se decompõem em ástato e hidrogênio, e também devido a curta meia-vida dos isótopos de ástato.Já que os átomos de hidrogênio e ástato tem  eletronegatividades quase iguais , e a presença do íon At+, a dissociação do composto pode resultar no átomo de hidrogênio carregando a carga negativa. portanto, uma amostra de astateto de hidrogênio pode sofrer as seguintes reações:
2 HAt → H+ + At− + H− + At+ → H2 + At2

Essa reação resulta em hidrogênio molecular e ástato precipitado . Enquanto soluções de iodeto de hidrogênio são estáveis , a solução de astateto de hidrônio é claramente uma menos estável que o sistema água-hidrogênio-ástato. Por fim, a radiólise do núcleo de ástato pode quebrar a ligação As-H.
Adicionalmente, ástato não tem isótopos estáveis ; dos quais o mais estável é o ástato-210, que tem uma meia-vida de aproximadamente 8,1 horas, fazendo este composto químico ser muito difícil de ser trabalhado , já que o ástato irá rapidamente decair em outros elementos.